# الکیسکیا
الکیسکیا (به لاتین: Alkiškiai) یک منطقهٔ مسکونی در لیتوانی است که در شهرستان شاولیای واقع شده‌است.

## خصوصیات
الکیسکیا ۴۴۴ نفر جمعیت دارد.